# Герб комуни Геррюнга
Герб комуни Геррюнга (швед. Herrljunga kommunvapen) — символ шведської адміністративно-територіальної одиниці місцевого самоврядування комуни Геррюнга.

## Історія
Герб з чотирма снопами було розроблено для торговельного містечка (чепінга) Геррюнга. Отримав королівське затвердження 1953 року. 
Після адміністративно-територіальної реформи, проведеної в Швеції на початку 1970-х років, муніципальні герби стали використовуватися лишень комунами. Цей герб був 1971 року перебраний для нової комуни Геррюнга.
Однак після об'єднання з комуною Гесене у 1974 році вирішено замінити два снопи на зображення гусака. Новий герб комуни офіційно зареєстровано 1975 року.

## Опис (блазон)
Синій щит розділений срібним хрестом, у першому та четвертому полях стоїть по золотому снопу, у другому та третьому полях — крокує по золотому гусаку.

## Зміст
Сюжет першого герба походить з печатки гераду (територіальної сотні) Куллінг за 1756 рік. Зображення гусака походить з печатки гераду Гесене з XVI століття.